# Richard Talbot
Richard Talbot, I conte-duca di Tyrconnell (1639 – Limerick, 14 agosto 1691), è stato un militare e politico irlandese.
Fu un personaggio di spicco della Gloriosa rivoluzione e della conseguente guerra giacobita in Irlanda. Morì durante la guerra della Grande Alleanza.